# 兔儿爷

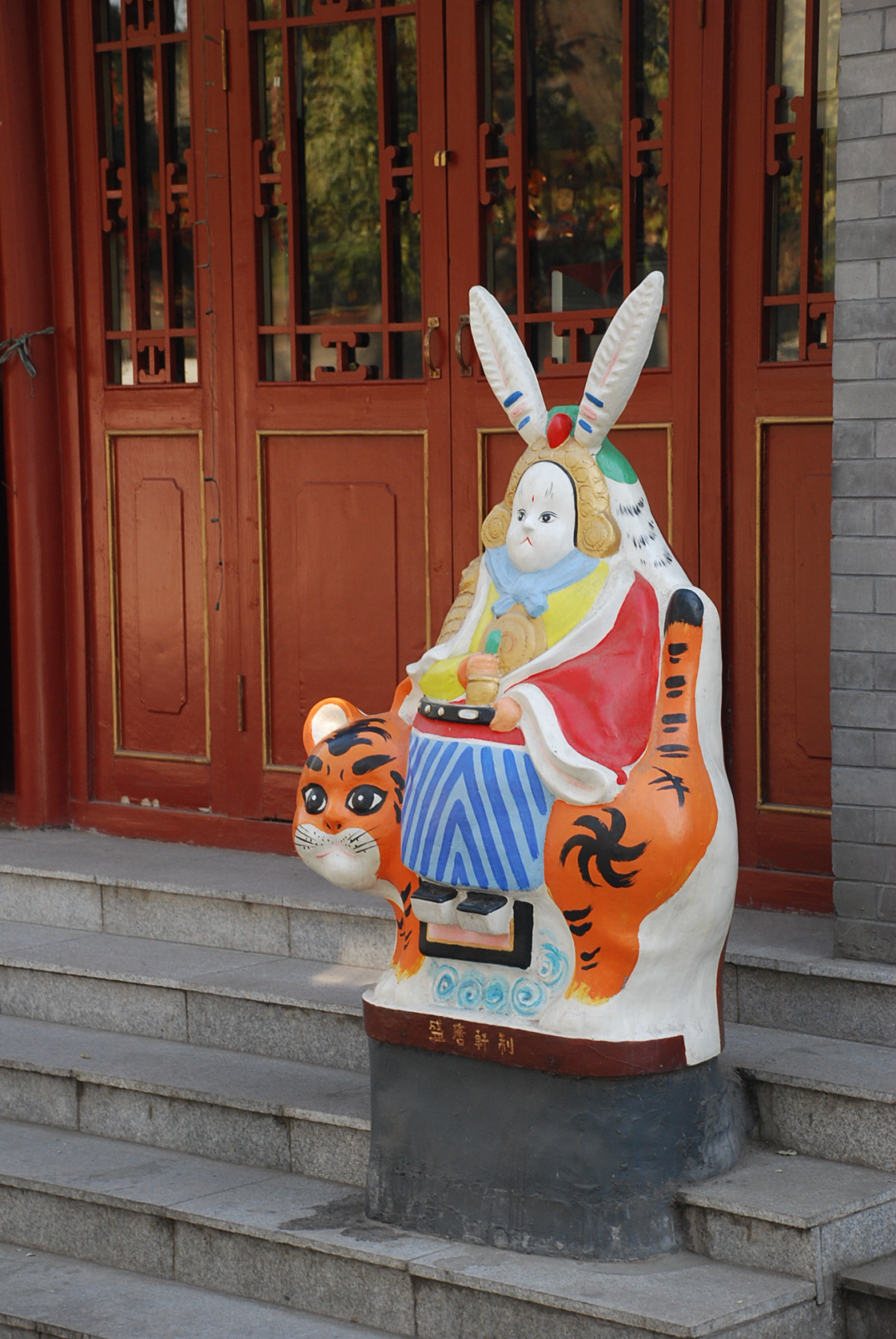
国子监街的一家商店门前的兔爷

兔儿爷是老北京民间的传统玩具，最早源于明末的祭月泥偶，到了清代，逐渐转变成了儿童的玩具。

## 起源
一般认为，兔儿爷的形象源自月中的玉兔，一个流传较广的传说故事是这样说的：有一年，北京城里忽然闹起了瘟疫，几乎家家都有病人，吃什么药也不见好。月宫中的嫦娥看到人间烧香求医的情景，心里十分难过，就派身边的玉兔到人间去为百姓们消灾治病。玉兔变成了一个少女，来到了北京城。她走了一家又一家，治好了很多病人。人们为了感谢玉兔，都要送给她东西。可玉兔什么也不要，只是向别人借衣服穿。这样，玉兔每到一处就换一身装扮，有时候打扮得像个卖油的，有时候又像个算命的……一会儿是男人装束，一会儿又是女人打扮。为了能给更多的病人治病，玉兔就骑上马、鹿，或者骑上狮子、老虎，走遍了北京城内外。玉兔消除了北京城的瘟疫，就回到月宫中去了。可是，她那美好的形象却永远留在了北京人的心中。于是，人们用泥塑造了玉兔的形象，有骑鹿的，有乘凤的，有披挂着铠甲的，也有身着各种做工人的衣服的，千姿百态，非常可爱。每到农历八月十五那一天，家家都要供奉她，给她摆上好吃的瓜果菜豆，用来酬谢她给人间带来的吉祥和幸福。人们还亲切地称她为“兔儿爷”、“兔儿奶奶”。
兔儿爷的产生，其实源于人们对月神的崇拜和对神话的确认。有关月亮的传说在此产生重要影响。月中有兔的传说始于春秋时代。长沙马王堆一号汉墓出土的帛画反映了神话的内容：一弯新月中并置着口衔灵芝的蟾蜍和奔跳的白兔。这说明汉代仍流传月中有兔子的神话。河南郑州出土的西汉晚期画像砖“东王公乘龙”也出现了玉兔捣药的形象。1968年，江苏省丹阳市发现了一座南朝佚名陵墓，墓中出土了两块画像砖，分别表现月亮和太阳，月亮砖中有一棵树，树下有一只捣药的玉兔，杵臼毕具，十分生动。
在民间，老百姓们都遵守着“男不祭月，女不祭灶”的俗约，所以，祭月多由妇女承当。通常总是跟在母亲身边的小孩子非常喜欢模仿大人的行为，因此产生了专供儿童祭月用的造像：兔儿爷。

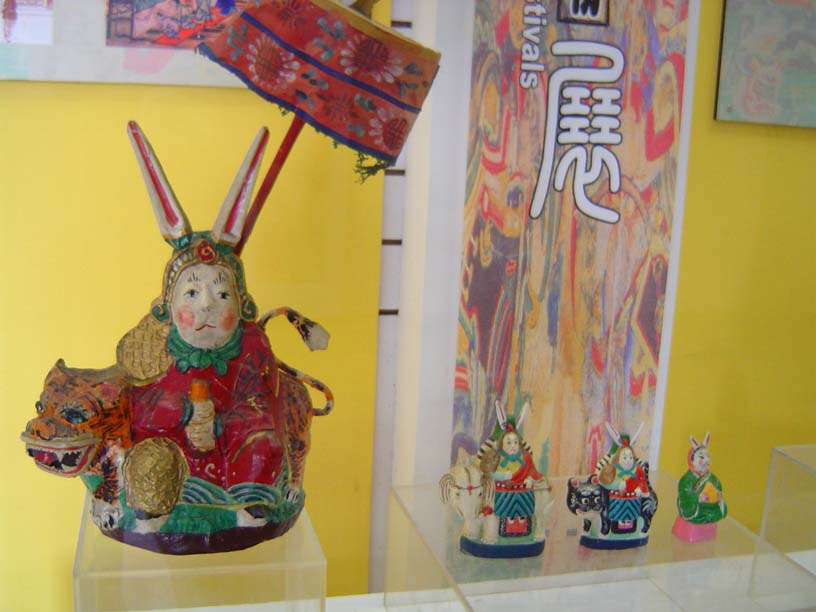
北京民俗博物馆（东岳庙）中收藏的兔儿爷玩具

## 文献记载
明劉侗《帝京景物略》载：“八月十五日祭月，其祭果饼必需；分瓜必牙错瓣刻之，如莲华纸肆市月光纸，缋满月像，趺坐莲华者，月光遍照菩萨也。华下月轮挂殿，有兔持杵而人立，捣药臼中。约小者三寸，大者丈，致工者金碧缤粉。」
明纪坤（约1636年前后在世）的《花王阁剩稿》：“京中秋节多以泥抟兔形，衣冠踞坐如人状，儿女祀而拜之。” 
明《北京岁华记》载：“市中以黄土博成，曰兔儿爷，着花袍，高有二三尺者。”
清方元鶤《都門雜詠》所寫：“儿女先時爭禮拜，擔邊買得兔儿爺。” 
清《燕京歲時記》：『每屆中秋，市人之巧者用黃土摶成蟾兔之像以出售，謂之兔兒爺。有衣冠而張蓋者，有甲胄而帶纛旗者，有騎虎者，有默坐者。大者三尺，小者尺餘。其餘匠藝工人無美不備，蓋亦謔而虐矣。』 
清詩人張朝墉《燕京歲時雜詠》云：『蟾宮桂殿淨無塵，剪紙團如月滿輪。別有無知小兒女，燒香羅拜兔兒神。』 
清詩人櫟翁《燕台新詠》曾寫“兔儿節”一詩：“團圓佳節慶家家，笑語中庭荐果瓜。藥竊羿妻偏稱寡，金涂狡兔竟呼爺。秋風月窟營天上，涼夜蟾光映水涯。慣与儿童為戲具，印泥糊紙又搏沙。” 
清末徐柯在《清稗类钞·时令类》中说：“中秋日，京师以泥塑兔神，兔面人身，面贴金泥，身施彩绘，巨者高三四尺，值近万钱。贵家巨室多购归，以香花饼果供养之，禁中亦然。”
《春明采风志》曾记载：“其制空腔，活安上唇，中系以线。下扯其线，则唇乱捣。”这是形容北京的一种俗称“叭哒嘴”的肘关节和下颔能活动的兔儿爷。 
《道光都门纪略》中描述：“莫提旧债万愁删，忘却时光心自闲；瞥眼忽惊佳节近，满街挣摆兔儿山。”
老舍先生在《四世同堂》中有一段对兔儿爷的描写：“脸蛋上没有胭脂，而只在小三瓣嘴上画了一条细线，红的，上了油；两个细长白耳朵上淡淡地描着点浅红；这样，小兔的脸上就带出一种英俊的样子，倒好像是兔儿中的黄天霸似的。它的上身穿着朱红的袍，从腰以下是翠绿的叶与粉红的花，每一个叶折与花瓣都精心地染上鲜明而匀调的彩色，使绿叶红花都闪闪欲动。”

## 古今所见

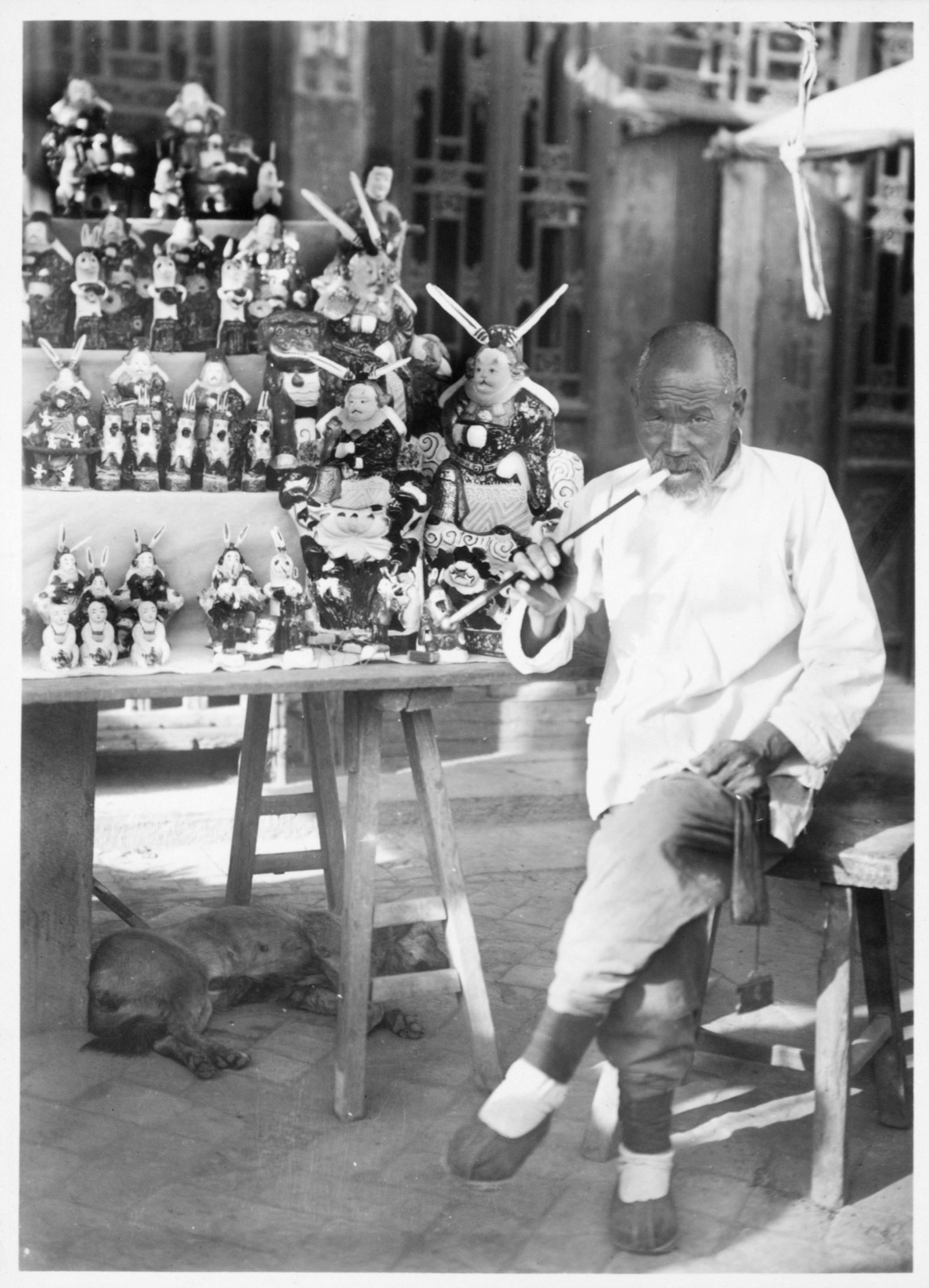
老北京出售兔儿爷玩具的小摊

在清朝年间，上至北京东安市场的高级货店，下至各大庙会集市及繁华地区街摊都会有摆卖的“兔儿爷”。那时的兔儿爷，多是用泥模子扣出来的，也有手工捏的。除了头顶上那对长耳朵和画上的三瓣儿嘴巴露出兔子模样外，“兔儿爷”的身体、脸形、姿态都是人的样子。除源于清光绪年的一种金甲红袍、端坐于莲花塘上的正统型兔儿爷外，常见的兔儿爷大致分为戏曲角色型和生活型两类。前者脸谱穿戴、身段神气。后者更加人化，也更趋社会时尚，如剃头师父、或是缝鞋、卖馄钝、卖茶汤的……社会群相应有尽有。
现如今，兔儿爷已成了稀罕物。在厂甸、后海、以及少数商场的工艺店里还能偶见。东岳庙北京民俗博物馆中保存了一些各种造型的兔儿爷玩具。虽然这种民间工艺品的人气大不如前，不过还是有一些年轻人、外国游客对这种民间味道很感兴趣。春节期间的庙会也已经有售。

## 误写
按北京话发音，应为「兔儿爷」而非「兔爷儿」。